# St. Clairsville, Ohio
St. Clairsville là một thành phố thuộc quận Belmont, tiểu bang Ohio, Hoa Kỳ. Năm 2010, dân số của thành phố này là 5184 người.

## Dân số
- Dân số năm 2000: 5057 người.
- Dân số năm 2010: 5184 người.